# 筑波號戰列巡洋艦
筑波（つくば）是大日本帝國海軍的巡洋戰艦。筑波級巡洋戰艦一號艦。艦名是以茨城縣的「筑波山」來命名。在日本海軍中為第2隻艦船使用該名稱。

## 概要
起初以擁有戰艦砲力的巡洋艦而計劃・急造，於1912年新設巡洋戰艦艦種之前一直是一等巡洋艦（裝甲巡洋艦）。而在簡氏海軍年鑑中，在艦種類別變更之前被分類為裝甲巡洋艦而在華盛頓裁軍條約中與同型艦生駒則被當作為戰艦，成為條約中所限制的對象。

## 建造經緯
由於在日俄戰爭初期喪失了戰艦初瀨與八島，因而需以日露戰爭中的臨時軍費建造替代艦。其後本艦在自行設計下、並由吳工廠建造，成為最初國產大艦。艦體・引擎及防御力為裝甲巡洋艦，而主砲則與戰艦同樣搭載12吋砲。

## 略歷
- 1905年 於吳工廠動工，同年下水。
- 1907年 竣工、並航向歐美米作訪問 。
- 1914年 第一次世界大戰時被派遣到西太平洋。參加佔領南洋諸島。
- 1917年 於橫須賀港時火藥庫發生爆炸。大破著底。除籍。

## 艦長
- 竹内平太郎 大佐：1906年8月10日 - 1907年12月27日
- 广濑勝比古 大佐：1908年9月15日 - 1910年12月1日
- 築山清智 大佐：1910年12月1日 - 1911年4月12日
- 山路一善 大佐：1911年4月12日 - 1911年12月1日
- 橋本又吉郎 大佐：1911年12月1日 - 1912年7月9日
- 竹下勇 大佐：1912年7月9日 - 9月12日
- 铃木貫太郎 大佐：1912年9月12日 - 1913年5月24日
- 堀内三郎 大佐：1913年5月24日 - 12月1日
- 加藤宽治 大佐：1913年12月1日 - 1914年5月6日
- 竹内次郎 大佐：1914年5月6日 - 1915年4月1日
- 片岡荣太郎 大佐：1915年4月1日 - 12月13日
- （兼）関重孝 大佐：1915年12月13日 - 1916年1月10日
- 吉岡範策 大佐：1916年1月10日 - 12月1日

## 同型艦

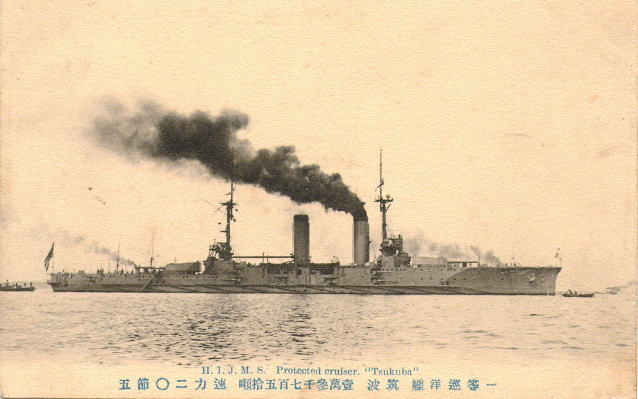
一等巡洋艦 筑波的明信片

| 船名 | 圖片 |
| ---- | ---- |
| 生駒 |      |